# Forêt rare de la Baie-à-l'Orignal
La forêt rare de la Baie-à-l'Orignal est un écosystème forestier exceptionnel situé à Rouyn-Noranda (Québec) à 25 km au sud-ouest du centre-ville. Cette aire protégée de 26 ha protège une frênaie noire à frêne rouge. C'est la présence de frêne rouge assez loin au nord de son aire de répartition habituel qui est considéré exceptionnel. Elle est localisée dans la réserve de biodiversité Opasatica. 

## Toponymie
La forêt rare de la Baie-à-l'Orignal doit son nom à la baie de l'Orignal, une échancrure du lac Opasatica. Le nom de la baie est apparu dans les documents cartographiques en 1929.

## Géographie
La forêt rare de la Baie-à-l'Orignal est situé à 25 km au sud-ouest du centre-ville de Rouyn-Noranda, dans la ville du même nom. Elle a une superficie de 26,13 ha. La forêt occupe une plaine alluviale inondable en bordure du lac Opasatica et est traversé par un petit cours d'eau. La plaine repose sur un dépôt glacio-lacustre mal drainé et la nappe phréatique affleure en plusieurs endroits. Elle est aussi régulièrement inondée lors de la fonte des neiges. Elle est localisée dans la réserve de biodiversité Opasatica.

## Flore
La forêt rare de la Baie-à-l'Orignal est une forêt équienne composé majoritairement de frênes noirs âgés d'environ 70 ans. On retrouve le frêne rouge est présent en sous-étage. On y retrouve aussi de l'orme d'Amérique. On y retrouve aussi comme arbuste l'aulne rugueux, la viorne obier, le houx verticillé et le cornouiller hart-rouge. Parmi les plantes herbacées, on retrouve l'onoclée sensible, le pigamon pubescent, le carex, la ronce pubescente et l'iris versicolore.
La présence du frêne rouge dans cette forêt est exceptionnelle. Elle est présente grâce au climat d'il y a 3000 ans qui était plus clément et aux riches dépôt argileux de la rivière des Outaouais. L'aire de répartition du frêne rouge aurait ensuite régressé à la suite du refroidissement du climat. Elle reste du moins confiné dans les niches qui lui sont le plus favorable, soit les plaines inondables en bordure des lacs et cours d'eau. La population de la forêt rare de la Baie-à-l'Orignal est localisé à 300 km au nord de l'aire de répartition actuelle de la plante.